# 쇼나이 해역 지진

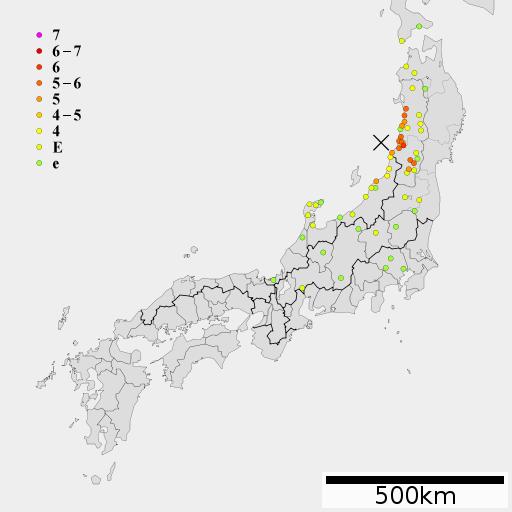
쇼나이 해역 지진의 진도 분포

쇼나이 해역 지진(일본어: 庄内沖地震)은 1833년 12월 7일 일본의 야마가타현 해역에서 발생한 지진이다. 지진 규모는 M71⁄2. 지진으로 쓰나미가 발생 해 많은 사망자를 냈다.

## 같이 보기
- 일본의 지진 목록

## 참고 문헌
- 国立天文台 『理科年表 令和3年』 丸善 P.788 ISBN 978-4-621-30560-7